# Byggeri til tiden
|  | Denne artikel er oprettet af botten Steenthbot ud fra en ekstern database. Den kan derfor have sproglige fejl eller mangler. Denne skabelon kan fjernes efter kontrol af indholdet. |

Byggeri til tiden er en dansk virksomhedsfilm fra 1964.

## Handling
Om industrielt byggeri eksempliceret ved opførelsen af P.O. Pedersen Kollegiet i Bagsværd.